# NGC 4384
NGC 4384 é uma galáxia espiral (Sa/P) localizada na direcção da constelação de Ursa Major. Possui uma declinação de +54° 30' 22" e uma ascensão recta de 12 horas, 25 minutos e 11,9 segundos.
A galáxia NGC 4384 foi descoberta em 2 de Abril de 1791 por William Herschel.